# Das Boot (Drama)
Das Boot ist ein Theaterstück, welches auf dem gleichnamigen Roman von Lothar-Günther Buchheim basiert. Die Dramatisierung wurde von Kjetil Bang-Hansen vorgenommen. Das Stück wurde im Januar 2012 im Det Norske Teatret in Oslo uraufgeführt. Die deutsche Erstaufführung erfolgte am 31. Oktober 2013 am Alten Schauspielhaus in Stuttgart nach einer Bearbeitung durch den Intendanten Manfred Langner. In dieser Fassung kam das Stück auch im Jahr 2015 im Hamburger Ernst Deutsch Theater zur Aufführung.

## Handlung
U 96, eines der deutschen U-Boote des Zweiten Weltkriegs hat den Auftrag, alliierte Handelsschiffe zu versenken. Mit dem Auslaufen aus einem von der Kriegsmarine besetzten nordfranzösischen Atlantikhafen beginnt für Boot und Besatzung eine freudig erwartete Unternehmung. Zehn junge Männer unter dem Kommando eines erfahrenen Kommandanten und seiner Offiziere warten in nun der bedrückenden Enge des U-Bootes auf die Gelegenheit zum Gefecht mit den gegnerischen Streitkräften. Zu ihnen gehört auch der Marinekorrespondent Werner, der den Auftrag hat, "für die Heimat" vom Leben an Bord eines U-Bootes zu berichten. Als er auf der Suche nach Motiven an Oberdeck mit seiner Kamera hantiert, wird er vom Kommandanten dazu aufgefordert, die Männer der Mannschaft erst einige Wochen später, bei der Rückkehr des Bootes zum Stützpunkt zu fotografieren; denn „dann haben sie Bärte“. Unter Deck erlebt Leutnant Werner einen ruppigen Umgangston, die beklemmende Enge und den Frust darüber, in einem womöglich ergebnislosen Einsatz aufgerieben zu werden. Im Gespräch mit dem Besatzungsmitglied Ullmann ergibt sich für Leutnant Werner ein erster menschlicher Kontakt mit der ihm ansonsten größtenteils unbekannten Mannschaft. Der junge Fähnrich berichtet Werner von seiner Verlobung mit einer Französin, die allerdings geheim gehalten werden muss. Nach einem erfolglosen Gefecht mit einem Zerstörer, den der Kommandant leichtfertig angreifen ließ, erreicht endlich die ersehnte Meldung das Boot: U 96 wird der U-Bootgruppe "Reißewolf" zugeteilt, die zusammengestellt wurde, um einen alliierten Geleitzug anzugreifen.   Nach Wochen der erwartungsvollen Anspannung wird dieser Geleitzug schließlich gesichtet. Obwohl der Konvoi durch Kriegsschiffe gesichert ist, entscheidet sich der Kommandant zum Angriff und versenkt zwei Schiffe. Dann wird das Boot allerdings von Geleitschiffen entdeckt und seinerseits angegriffen. Nach Beschädigung des U-Bootes dringt Wasser ein und die Anspannung der Männer nimmt unter der anhaltenden Wasserbombenverfolgung wahnsinnige Züge an. Angesichts zweier abgeschossener Dampfer und deren zurückgelassener Schiffbrüchiger, steht Leutnant Werner schließlich unter dem Eindruck der Schreie der Ertrinkenden auf der Brücke des sich entfernenden U-Bootes.

## Unterschiede zur literarischen Vorlage
Sowohl Grundlegendes, das Buchheims Roman anspricht, wie Inkompetenz einer unkoordinierten Führung oder die, hinsichtlich der geringen Erfolge, viel zu riskanten Einsätze der U-Boote, als auch spezielle Themen, wie die Jugend der Besatzung, linientreue Offiziere und eine unmenschliche Befehlslage, wie beispielsweise durch den Laconia-Befehl, werden im Theaterstück behandelt. Einige Inhalte unterscheiden sich allerdings:

### Personen
Das Stück vollzieht im Wesentlichen die erste Hälfte der literarischen Vorlage mit einigen Abweichungen nach. Einige der Figuren der Vorlage sind zusammengefasst. Beispielsweise tauchen, außer einem Zentralegast und dem Schmutt keine Mannschaften auf. Deren Anteile und Dialogzeilen werden von den Unteroffizieren und dem Fähnrich übernommen, mit denen sich Leutnant Werner ein Quartier teilt. Dessen Name geht zudem auf die Rolle von Herbert Grönemeyer in der Verfilmung des Stoffes zurück und wird im Buch nicht genannt. Die Romanfigur des Steuermanns Kriechbaum, im Roman als Konterpart des Kommandanten agierend, geht in den Figuren des 2. WO und des Bootsmannes auf, der, wie im Roman, „Lamprecht“ heißt, aber im Theaterstück wesentlich mehr Bedeutung hat, als in der literarischen Vorlage.

### Boote und Ereignisse
Das Boot wird eingangs klar – wie auch im Film, als U 96 benannt. Buchheim bezeichnet sein Boot im Roman mit dem anonymisierenden Kürzel UA. Hiermit ist aber nicht das tatsächliche U A gemeint – der Autor bezeichnet alle vorkommenden U-Boote fortlaufend: UB, UC, UD usw. Im Gegensatz zum Bühnenstück wird auch keine Jahreszahl angegeben, sondern lediglich thematisiert, dass die Unternehmung am Jahresende verläuft. In den Funksprüchen, die der Kommandant im Stück bei dem Angriff der U-Bootgruppe auf einen Geleitzug diktiert, bezeichnet er das Boot wiederum ebenfalls als UA.